# Willie le Roux
Willem Jacobus le Roux, detto Willie (Stellenbosch, 18 agosto 1989), è un rugbista a 15 sudafricano che gioca nel ruolo di estremo o tre quarti ala nei Bulls nello United Rugby Championship. Nel 2019 e nel 2023 si è laureato campione del mondo con il Sudafrica.

## Biografia
Willie le Roux iniziò a giocare in Currie Cup nel 2010 con i Boland Cavaliers militandovi per due stagioni culminate con la vittoria della First Division nel 2011. L'anno dopo passò al Griquas, cominciando a mettere in evidenza il suo talento. Nel frattempo fece anche il suo debutto nel Super Rugby con la franchigia dei Cheetahs.
In seguito alla sua ascesa nel rugby sudafricano, le Roux collezionò la sua prima presenza internazionale con gli Springbok giocando da titolare nel test match contro l'Italia disputato l'8 giugno 2013 a Durban. Fu subito titolare pure nel Rugby Championship 2013, giocando in tutte e sei le partite disputate dal Sudafrica. Come riconoscimento per le sue prestazioni, nel 2014 Willie le Roux fu uno dei cinque atleti che ricevettero la candidatura al premio miglior giocatore World Rugby dell'anno.
A giugno 2015 firmò un contratto per la franchise degli Sharks e, per l'interstagione, con la squadra giapponese dei Yokohama Canon Eagles di Top League.
A seguire, fu convocato per disputare la Coppa del Mondo di rugby 2015, vincendo con la nazionale sudafricana la finale per il 3º posto.

## Palmarès
- Coppe del mondo: 2
Sudafrica: 2019, 2023